# 플로리다 공과대학교

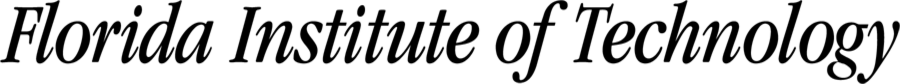

플로리다 공과대학교(Florida Institute of Technology)는 1958년 9월 22일을 기하여 미국 플로리다주 멜번에서 첫 개교되어 현재에 이르고 있는 사립 대학이다.